# Canidia ochreostictica
Canidia ochreostictica là một loài bọ cánh cứng trong họ Cerambycidae.